# Tannenhaus
Tannenhaus ist seit 1939 ein Gemeindeteil der Stadt Schöneck/Vogtl. im Vogtlandkreis (Freistaat Sachsen). Tannenhaus zählt zur Gemarkung von Schöneck/Vogtl.

## Geografie

### Lage
Tannenhaus liegt im Südosten des sächsischen Teils des historischen Vogtlands, gehört jedoch bezüglich des Naturraums bereits zum Westerzgebirge. Der Ort liegt im Quellgebiet der Zwickauer Mulde, der Zwota und des Würschnitzbachs und somit in einer Wasserscheide. Die Rote Mulde, einer von zwei Quellflüssen der Zwickauer Mulde, entspringt nördlich des Orts und fließt nach Nordosten. Der Wolfsbach entspringt südöstlich von Tannenhaus und entwässert nach Südosten über die Zwota in die Eger. Der Wüschnitzbach entspringt im Südwesten des Orts und entwässert nach Westen in die Weiße Elster. Tannenhaus liegt im Naturpark Erzgebirge/Vogtland. Durch den Ort führt eine sich aufzweigende Verbindungsstraße von Schöneck/Vogtl. nach Klingenthal bzw. Markneukirchen.

### Nachbarorte
| Schöneck/Vogtl. |                                             | Muldenberg  |
|                 | Kompassrose, die auf Nachbargemeinden zeigt |             |
| Gunzen          | Zwotental                                   | Kottenheide |

## Geschichte
Die Geschichte von Tannenhaus beginnt um 1771, als der Ort als einzelnes Haus (Waldhaus) südöstlich von Schöneck belegt ist. Um 1834 hatte Tannenhaus 12 Einwohner. Im 19. Jahrhundert gehörte das um 1875 als Gasthof genannte Tannenhaus mit weiteren Waldsiedlungen der Gegend, unter anderem Muldenberg und Kottenheide, zur Schönecker Waldgemeinde. Es wurde zu dieser Zeit auch „Tannhof“ oder „Streugrün“ genannt. Zu Tannenhaus gehört weiterhin ein Forsthaus, das für das Tannenhäuser Revier zuständig ist. Tannenhaus gehörte bis 1856 zum kursächsischen bzw. königlich-sächsischen Amt Voigtsberg. Nach 1875 gehörte der Ort zur Amtshauptmannschaft Auerbach. Um 1900 zählte Tannenhaus als Ortsteil der nordöstlich gelegenen Gemeinde Mulde, die 1934 in Muldenberg umbenannt wurde. Beide Orte waren nicht direkt mit einer Straße verbunden. 1939 erfolgte die Umgliederung in das nordwestlich gelegene Schöneck/Vogtl., das deutlich näher an Tannenhaus liegt als Muldenberg.
Durch die zweite Kreisreform in der DDR kam Tannenhaus als Ortsteil der Stadt Schöneck/Vogtl. im Jahr 1952 zum Kreis Klingenthal im Bezirk Chemnitz (1953 in Bezirk Karl-Marx-Stadt umbenannt), der 1990 als sächsischer Landkreis Klingenthal fortgeführt wurde und 1996 im Vogtlandkreis aufging. Der Hotelbetrieb in Tannenhaus wurde 2018 nach umfassender Sanierung und Modernisierung wieder aufgenommen. Nordwestlich des Gemeindeteils befindet sich mit dem IFA Schöneck Hotel & Ferienpark ein weiterer großer Hotelkomplex.
| Jahr          | 1771              | 1834 | 1875 |
| ------------- | ----------------- | ---- | ---- |
| Einwohnerzahl | 1 besessener Mann | 12   | 16   |

## Sehenswürdigkeiten und Ausflugsziele
- Quelle der Roten Mulde
- IFA Schöneck Hotel & Ferienpark
- Hotel und Restaurant Tannenhaus
- Kammweg und Kammloipe, Skiwelt Schöneck